# Aquificota
Aquificota o Aquificae es un filo que agrupa a una colección diversa de bacterias que viven en ambientes calientes. Se han encontrado en manantiales termales, pozos sulfurosos y fuentes hidrotermales oceánicas. Los miembros del género Aquifex, por ejemplo, proliferan a temperaturas de 85-95 °C. Son los organismos más abundantes en los manantiales terrestres calientes desde neutros a alcalinos y a temperaturas superiores a los 60° y también se encuentran en fuentes hidrotermales marinas ácidas. Son quimiosintéticos, o más precisamente quimiolitoautótrofos fijadores primarios del carbono en estos hábitats. Son bacterias verdaderas (dominio Bacteria) en contraposición a los otros habitantes de ambientes extremos, Archaea. 

## Clasificación

### Taxonomía
No hay actualmente consenso con respecto a la taxonomía de géneros dentro de Aquificae. Un texto estándar  Archivado el 14 de abril de 2012 en Wayback Machine. clama que solamente los géneros Aquifex, Calderobacterium, Hydrogenobacter y Thermocrinis pertenecen al orden Aquificales. Otras fuentes consideran, que además de los géneros incluidos en las familias Aquificaceae y Hydrogenothermaceae, deberían incluirse en Aquificae los géneros de la familia Desulfurobacteriaceae: Balnearium, Desulfurobacterium y Thermovibrio y el incertae sedis (sin clasificar) grupo EX-H1.

### Filogenia
Según el análisis de ARNr, las familias acuificas se relacionan del siguiente modo:
|  | Desulfurobacteriaceae                                                |
|  |                                                                      |
|  | \| \| Hydrogenothermaceae \| \| \| \| \| \| Aquificaceae \| \| \| \| |
|  |                                                                      |
|  | Hydrogenothermaceae                                                  |
|  |                                                                      |
|  | Aquificaceae                                                         |
|  |                                                                      |

|  | Hydrogenothermaceae |
|  |                     |
|  | Aquificaceae        |
|  |                     |

|  | Desulfurobacteriaceae                                                |
|  |                                                                      |
|  | \| \| Hydrogenothermaceae \| \| \| \| \| \| Aquificaceae \| \| \| \| |
|  |                                                                      |
|  | Hydrogenothermaceae                                                  |
|  |                                                                      |
|  | Aquificaceae                                                         |
|  |                                                                      |

|  | Hydrogenothermaceae |
|  |                     |
|  | Aquificaceae        |
|  |                     |

### Relaciones
Es posible que Aquificae sea el grupo más antiguo y divergente entre todas las bacterias, tal como se ve en el análisis filogenético de ARNr 16S y 23S, con un metabolismo quimiosintético que hace recordar a las arqueas. Sin embargo, otros análisis genómicos y proteicos muestran que Aquificots podría tener relación con otros grupos termófilos como Thermotogota o Thermodesulfobacteriota, o bien aproximarse a Epsilonproteobacteria.
De acuerdo con el 21% de los árboles filogenéticos, las aquificales estarían estrechamente relacionadas con las ε-proteobacterias, como por ejemplo se observa en el análisis filogenético de secuencias de proteínas individuales como el factor de alargamiento de la transcripción. Sin embargo, esto no es compatible con el análisis del ARNr, análisis proteico e información sobre el genoma completo, en los cuales se observó cercanía de Aquificota con Thermotogota, a nivel de la filogenia bacteriana profunda.